# Oldham Athletic Association Football Club
L'Oldham Athletic Association Football Club, noto in precedenza come Oldham Athletic Football Club ma meglio conosciuto come Oldham Athletic, è una società calcistica inglese con sede nella città di Oldham, situata all'interno della Greater Manchester. Milita in Football League Two, la quarta serie del campionato inglese. 
La bandiera del Manchester United, Paul Scholes, si è sempre dichiarato tifoso del club.

## Storia

### Fondazione del club e storia durante le due Guerre Mondiali
Il club nacque nel 1895, con il nome di Pine Villa FC, fondendosi nel 1899 con l'Oldham County e formando l'Oldham Athletic association Football Club.
Dall'anno di fondazione, al 1907, il club gioca nelle serie minori, per poi entrare nella stagione 1907-08 (vincendo nella stessa stagione la Lancashire Senior Cup). Nel 1909-10 vince la Second Division entrato per la prima volta nella massima serie inglese (First Division). Nel 1913 arrivarono in semifinale di FA cup perdendo contro il Manchester United 2-1 in un replay dopo un 3-3 nello scontro iniziale, mentre l'anno successivo arrivarono secondi in First Division, il miglior piazzamento nel massimo campionato inglese.
Dopo l'interruzione a causa della prima guerra mondiale, nel 1922-23 la squadra retrocede in Second Division, rimanendoci per 12 anni prima della retrocessione in Third Division nel 1934-35, ritrovando una promozione solo nel 1952-53, grazie all'allenatore storico George Hardwick.

### Anni pre 2000
Nella stagione 1953-54, la squadra ritornò in Third Division dopo solo un anno, con la situazione che si aggravò dopo che una riforma dei campionati avvenuta nel 1958 portò la squadra in Fourth Division. Ci rimase fino alla promozione avvenuta nel 1962-63, fino ad una nuova retrocessione nel 1968-69.
Gli anni '70 videro la squadra ritornare in Second Division dopo 21 anni di assenza. Nel 1989-90 raggiunse le semifinali di FA Cup e la finale di EFL cup, persa contro il Nottingham Forest. Nel 1990-91 la squadra tornò in First Division, diventando membri fondatori della Premier League nel stagione 1992-93, retrocedendo la stagione seguente, centrando per la terza e ultima volta le semifinali di FA Cup, pareggiando 1-1 al Stadio di Wembley, e perdendo 4-1 al Main Road, con gli stessi rivali che 80 anni prima li sconfissero, i Red Devils.

### Il declino degli anni 2000
Nel 1996-97 la squadra retrocesse in terza divisione, senza più ritornare nelle due leghe più importanti di Inghilterra. Tuttavia la squadra ci provò perdendo le finali Play-off nella stagione 2002-03 contro il QPR e nella stagione 2006-07 contro il Blackpool. nel 2017-18 retrocederà in Football League Two, rimanendoci fino alla stagione 2021-22.
Nel 2021-22 la squadra retrocederà per la prima volta in 116 anni di storia in una lega dilettantistica, la National League, sarà il primo club nella storia a giocare in una lega dilettantistica dopo essere stato membro della Premier League. Il 28 luglio 2022 Franck Rothwell diventa presidente ponendo fine alla proprietà di Abdallah Lemsagam.

## Calciatori
Ian Wood, che militò nel club dal 1965 al 1979 è il calciatore con più presenze in campionato nella storia dei Latics con 525 partite giocate.

## Rosa 2020-2021
| N. |                        | Ruolo | Calciatore                |
| -- | ---------------------- | ----- | ------------------------- |
| 1  | Irlanda (bandiera)     | P     | Ian Lawlor                |
| 2  | Inghilterra (bandiera) | D     | Jordan Clarke             |
| 3  | Inghilterra (bandiera) | D     | Cameron Borthwick-Jackson |
| 4  | Portogallo (bandiera)  | D     | Sido Jombati              |
| 5  | Inghilterra (bandiera) | D     | Carl Piergianni           |
| 6  | Inghilterra (bandiera) | C     | Ben Garrity               |
| 7  | Australia (bandiera)   | A     | George Blackwood          |
| 8  | Inghilterra (bandiera) | C     | Callum Whelan             |
| 9  | Inghilterra (bandiera) | A     | Danny Rowe                |
| 10 | Inghilterra (bandiera) | C     | Davis Keillor-Dunn        |
| 11 | Inghilterra (bandiera) | C     | Bobby Grant               |
| 14 | Francia (bandiera)     | C     | Dylan Fage                |
| 15 | Inghilterra (bandiera) | D     | Kyle Jameson              |
| 16 | Belgio (bandiera)      | C     | Brice Ntambwe             |

| N. |                             | Ruolo | Calciatore        |
| -- | --------------------------- | ----- | ----------------- |
| 17 | Inghilterra (bandiera)      | D     | Jordan Barnett    |
| 18 | Inghilterra (bandiera)      | D     | Conor McAleny     |
| 19 | Inghilterra (bandiera)      | C     | Zak Dearnley      |
| 20 | Italia (bandiera)           | D     | Andrea Badan      |
| 22 | Francia (bandiera)          | D     | Raphaël Diarra    |
| 24 | Rep. del Congo (bandiera)   | C     | Dylan Bahamboula  |
| 25 | Irlanda del Nord (bandiera) | C     | Alfie McCalmont   |
| 27 | Inghilterra (bandiera)      | A     | Vani Da Silva     |
| 28 | Inghilterra (bandiera)      | C     | Ben Hough         |
| 29 | Inghilterra (bandiera)      | A     | Junior Luamba     |
| 30 | Inghilterra (bandiera)      | P     | Mackenzie Chapman |
| 31 | Inghilterra (bandiera)      | D     | David Wheater     |
| 33 | Inghilterra (bandiera)      | P     | Laurence Bilboe   |
| 34 | Inghilterra (bandiera)      | D     | Tom Hamer         |

## Palmarès

### Competizioni nazionali
- Campionato inglese di seconda divisione: 1

1990-1991
- Third Division: 1

1973-1974
- Third Division North: 1

1952-1953

### Competizioni regionali
- Lancashire Combination: 1

1906-1907
- Lancashire Senior Cup: 1

1907-1908
- Manchester Senior Cup: 3

1913-1914, 1973-1974, 2001-2002

## Statistiche e record

### Partecipazione ai campionati
| Livello | Categoria       | Partecipazioni | Debutto   | Ultima stagione | Totale |
| ------- | --------------- | -------------- | --------- | --------------- | ------ |
| 1º      | First Division  | 10             | 1910-1911 | 1991-1992       | 12     |
| 1º      | Premier League  | 2              | 1992-1993 | 1993-1994       | 12     |
| 2º      | Second Division | 33             | 1908-1909 | 1990-1991       | 36     |
| 2º      | First Division  | 3              | 1994-1995 | 1996-1997       | 36     |
| 3º      | Third Division  | 24             | 1935-1936 | 1973-1974       | 45     |
| 3º      | Second Division | 7              | 1997-1998 | 2003-2004       | 45     |
| 3º      | League One      | 14             | 2004-2005 | 2017-2018       | 45     |
| 4º      | Fourth Division | 7              | 1958-1959 | 1970-1971       | 11     |
| 4º      | League Two      | 4              | 2018-2019 | 2021-2022       | 11     |
| 5º      | National League | 2              | 2022-2023 | 2023-2024       | 2      |